# Néac
Néac är en kommun i departementet Gironde i regionen Nouvelle-Aquitaine i sydvästra Frankrike. Kommunen ligger i kantonen Lussac som tillhör arrondissementet Libourne. År 2022 hade Néac 324 invånare.

## Befolkningsutveckling
Antalet invånare i kommunen Néac
Referens:INSEE